# Paris Smith
Paris Smith (Houston, 1º febbraio 2000) è una cantante e attrice statunitense.È nota per aver interpretato Maddie Van Pelt nella serie TV statunitense di Nickelodeon Emma una strega da favola (Every Witch Way), trasmessa in Italia da Boing e da TeenNick.

## Filmografia
- The Presentation, cortometraggio, regia di Chuck Norfolk (2010)
- Puncture, regia di Adam Kassen e Mark Kassen (2011)
- I Am Not a Hipster, regia di Destin Cretton (2012)
- Scouted, cortometraggio, regia di Kayleigh Turney (2012)
- MyMusic (2012), serie TV
- Modern Family (2013), serie TV
- The Bedtime Story, cortometraggio, regia di Christopher Moro (2013)
- Totally, cortometraggio, regia di Aleeza Marashlian (2013)
- R.A.D.I.C.A.L.S., regia di Berenika Maciejewicz (2014)
- Emma una strega da favola (Every Witch Way) (2014), serie TV

## Discografia

### Singoli
- 2011 – Crush on Hollywood
- 2011 – Game Over
- 2011 – He Says

## Premi e riconoscimenti
| Anno | Premio             | Categoria                                                                                                  | Candidatura per           | Esito           |
| ---- | ------------------ | --- | ------------------------- | --------------- |
| 2013 | Young Artist Award | Miglior Performance in un Film (Best Performance in a Short Film - Young Actress 11-12)                    | Scouted                   | Vincitore/trice |
| 2014 | Young Artist Award | Miglior Performance in una Serie TV (Best Performance in a TV Series - Guest Starring Young Actress 11-13) | Modern Family             | Candidato/a     |
| 2015 | Young Artist Award | Miglior Performance in una Serie TV (Best Performance in a TV Series - Leading Young Actress)              | Emma una strega da favola | Vincitore/trice |